# Nikolai Grigorjewitsch Cholodny

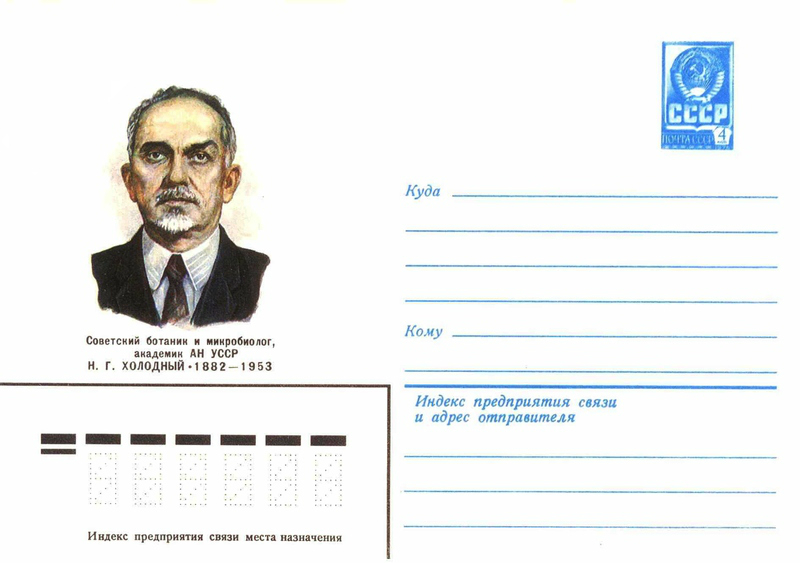
Sowjetische Postkarte von 1982 mit der Konterfei von Nikolai Cholodny

Nikolai Grigorjewitsch Cholodny (* 10. Julijul. / 22. Juli 1882greg. in Tambow, Russisches Kaiserreich; † 4. Mai 1953 in Kiew, Ukrainische SSR) war ein sowjetischer Botaniker und Mikrobiologe, der an der Universität Kiew wirkte.

## Leben
Nikolai Cholodny kam in Tambow zur Welt, da sein Vater, der gebürtig aus Perejaslaw, Gouvernement Kiew war, dort als Lehrer arbeitete. Nach seinem Abitur, das er in der Stadt Nowotscherkassk machte, studierte er bis 1906 am Naturwissenschaftlichen Institut für Physik und Mathematik an der Kiewer Kaiserliche St. Wladimir-Universität.
Nach dem Studium wurde er 1907 an  der Universität  Assistent der Abteilung für Pflanzenphysiologie und studierte im Sommer 1907 die Natur auf der Krim. In den Jahren 1908 und 1909 reiste er, um die dortigen wissenschaftlichen Einrichtungen und Museen kennenzulernen, nach Berlin, Paris, Zürich, Straßburg, München, Wien, Savoyen und Tirol, wo er eine Tour durch die Alpen machte. Im Januar 1918 wurde Cholodny Assistenz-Professor. An der Universität arbeitete, zur biologischen Fakultät gehörendem Botanischen Garten Kiew.
1925 wurde er korrespondierendes Mitglied und am 29. Juni 1929 Vollmitglied an der Ukrainischen Akademie der Wissenschaften. 1926 wurde ihm für seine Monographie von Eisenbakterien, ohne die Verteidigung einer Dissertation der Doktorgrad der Botanik verliehen.

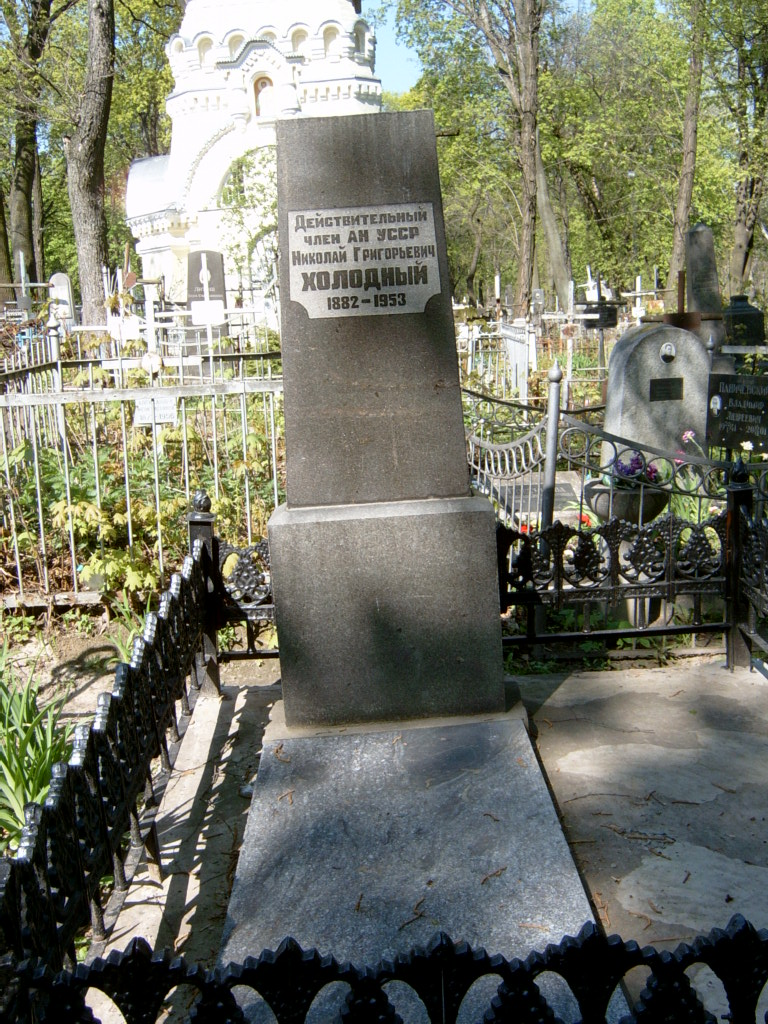
Cholodnys Grab auf dem Kiewer Lukjaniwska-Friedhof

Nikolai Cholodny stellte 1927, parallel zu Frits Warmolt Went ein nach beiden benanntes Modell (Cholodny-Went-Modell, auch Säure-Wachstums-Theorie) auf, nach dem durch Sensoren für Schwere und Licht im Koleoptil Auxin ausgeschüttet wird, dass das Pflanzenwachstum entsprechend steuert.

Im Jahr 1953 machte sich eine Herzkrankheit verstärkt bemerkbar, sodass er am 4. Mai 1953 in Kiew verstarb und auf dem Lukjaniwska-Friedhof in Kiew beerdigt wurde.